# Indohya beieri
Espèce
Indohya beieri est une espèce de pseudoscorpions de la famille des Hyidae.

## Distribution
Cette espèce est endémique du Kimberley en Australie-Occidentale. Elle se rencontre vers Prince Frederick Harbour.

## Description
La femelle holotype mesure 1,05 mm.

## Étymologie
Cette espèce est nommée en l'honneur de Max Beier.

## Publication originale
- Harvey, 1993 : The systematics of the Hyidae (Pseudoscorpionida: Neobisioidea). Invertebrate Taxonomy, vol. 7, no 1, p. 1-32.